# Palace (komisariat Gestapo)
Palace – komisariat Gestapo, który od października 1939 r. do stycznia 1945 r. mieścił się w Hotelu Palace przy ulicy Chałubińskiego 7 w Zakopanem. Ze względu na okrutne tortury stosowane w czasie przesłuchań miejsce to zostało nazwane katownią Podhala.

## Komisariat Gestapo
Komisariat policji granicznej (Grenzpolizeikommissariat) w Zakopanem powstał na przełomie września i października 1939 roku. Jego pomocnicze placówki (Nebenstelle) zostały utworzone w Czarnym Dunajcu, Makowie, Rabce, i Szczawnicy.
W pierwszych dniach wojny zakopiański komisariat gestapo mieścił się w pensjonacie Splendid, ale już w listopadzie przeniesiony został do hotelu Palace. Nad bramą zamykająca plac przed budynkiem Palace istniał napis: Der Kommandeur der Sicherheitspolizei und des S.D. im Distrikt Krakau. Grenzpolizeikommissariat Zakopane. W sześciu piwnicach urządzone było więzienie, a na parterze sale przesłuchań.
W listopadzie 1946 r. w budynku hotelu Palace ruszyły procesy kolaborujących z Niemcami przedstawicieli Goralenvolk.

### Więźniowie
Według szacunków w Palace mogło być torturowanych ok. 2000 osób, a zamordowanych ok. 400. Egzekucji dokonywano w samym Palace oraz na cmentarzu w Suchej Dolinie. Wielu więźniów po śledztwie wysyłanych było do obozów koncentracyjnych. Alfons Filar podał fragmentaryczny wykaz ponad 250 więźniów Palace zamordowanych na miejscu, w Oświęcimiu lub innych miejscach. W Palace więzieni byli między innymi: Bronisław Czech, Helena Marusarzówna, Józefa Mikowa, bł. Piotr Dańkowski, Franciszek Gajowniczek, Wincenty Galica, Helena Błażusiak.
Na ścianach cel więźniowie pozostawili wyryte napisy. Napis ze ściany więziennej celi numer 3 (ściana 3) wyryty przez Helenę Błażusiak: Mamo, nie płacz, nie. Niebios Przeczysta Królowo, Ty zawsze wspieraj mnie. Zdrowaś Mario był inspiracją do III Symfonii op. 36 „Symfonia pieśni żałosnych” Henryka Góreckiego. Znaczna część napisów została jednak zniszczona i usunięta przez powojennych właścicieli i administratorów hotelu Palace.

### Metody przesłuchań
Aresztowany 11 sierpnia 1941 roku Wincenty Galica opisał swoje przesłuchanie w Palace:

Najpierw otrzymałem kilka silnych uderzeń pięścią od Benewitza… Nastąpiło potem kilka uderzeń gumą w pośladki… Związano mi ręce z tyłu i kazano wejść na krzesło stojące obok drzwi, drugi koniec sznura gestapowiec przerzucił przez drzwi i przywiązał do klamki. Wyrwano krzesło spod nóg, zawisłem na przegubach rąk. Szarpnięcie było bardzo bolesne. Na biurku ustawiono budzik, abym mógł obserwować posuwające się wskazówki. Blaude powiedział, że będę wisiał pięć minut.

### Gestapowcy z Palace
Obsada placówki Gestapo z Palace liczyła początkowo 32, a z czasem rozrosła się do 80 funkcjonariuszy. Do personelu Palace należeli:
- Komendanci:
  - Robert Weißmann, SS-Hauptsturmführer (nr SS-5082[7], nr NSDAP 147 328, skazany za zbrodnie wojenne na 7 lat więzienia przez sąd we Freiburgu w 1965 roku[8]. Przeniesiony w lipcu 1943 r. do Krakowa na stanowisko Szefa Referatu IV N.
  - Richard Arno Sehmisch, SS-Hauptscharführer (w NSDAP od 1937, skazany za zbrodnie wojenne na 4,5 roku więzienia przez sąd we Freiburgu w 1965 roku)[8].
- Zastępca komendanta:
  - Mertens (Macijewicz), SS-Untersturmführer, pochodził z Drezna.
- Pozostali funkcjonariusze Gestapo:
  - Rudolf Heinrich Bennewitz, SS-Hauptscharführer
  - Herbert Betscher, SS-Untersturmführer, osobiście kierował egzekucją w Kuźnicach
  - Robert Kunisch, SS-Hauptscharführer
  - Hermann Proisky, SS-Hauptsturmführer
  - Robert Tischer, SS-Hauptsturmführer
  - Fritz Bayerlein, SS-Hauptsturmführer
  - Heinrich Meier, SS-Hauptsturmführer
  - Kurt Dreissig, SS-Hauptscharführer
  - Johann Wilsch, SS-Hauptscharführer
  - Bohm, SS-Hauptscharführer
  - Kurt Wulkau, SS-Hauptscharführer
  - Otto Gundlach
  - Hermann Hischy
  - Johann Rausch
  - Josef König, SS-Oberscharführer (ur. 28 maja 1911 w Königshütte). Jest wspomniany w haśle Joanna Flatau.
  - Franz Victorini, SS-Oberscharführer (ur. 1 grudnia 1910 w Wiedniu)
  - Martin Opitz, Kriminaloberassistent
  - Max Stevens, Kriminaloberassistent
  - Karl Nanen, Kriminaloberassistent
  - Fritz Wegner
  - Martin Schmidt
  - Franz Maywald – zginął w walce z partyzantami z oddziału „Wilka” na Przysłopie
  - Karl Nolke, SS-Oberscharführer
  - Fritz Karhof
  - Wilhelm Schreder
  - Jürgens (pochodził z Düsseldorfu)
  - Fritz Brunner, pochodził z Czechosłowacji
- Straż więzienna
  - Walter Fiedler
  - Antoni Fielder
  - Franz Gold
  - Fritz Heidel
  - Adolf Weber
  - Erich Honig
- Tłumacze Gestapo
  - Wiktor Blaude, fryzjer z Zakopanego, początkowo tłumacz w Palace a później funkcjonariusz gestapo. Wyrokiem sądu skazany za zbrodnie wojenne na śmierć w procesie, który odbył się w Nowym Targu w 1945 roku[1].
  - Fritz Chmielewski
  - Józef Dumaradzki, Ukrainiec, mieszkał przed wojną w Zakopanem
  - Roman Knieciński
  - Adolf Krupanek, pochodził z Bytomia
  - Marian Mikus
  - Bronisław (Bruno) Mazurkiewicz, volksdeutsch, tłumacz z Palace, znęcał się nad więźniami. Wyrokiem sądu skazany za zbrodnie wojenne na śmierć w procesie, który odbył się w Nowym Targu w 1945 roku[1].
  - Stompka, pochodził z Drezna
  - Sepp Rohl
  - Fritz Linder, pochodził z Cieszyna
- Zarząd Administracyjny Gestapo
  - Otto Martin
  - Otto Renz
  - Erich Schiller
  - Johan Gerlach

## Muzeum Walki i Męczeństwa
Obecnie w piwnicach budynku przy ulicy Chałubińskiego 7 w Zakopanem mieści się Muzeum Walki i Męczeństwa „Palace”. Muzeum powstało głównie dzięki staraniom dr Wincentego Galicy w 1994 r.